# ويلسون أير
ويلسون أير (بالإنجليزية: Wilson Eyre)‏ هو مهندس معماري أمريكي، ولد في 30 أكتوبر 1858 في فلورنسا في إيطاليا، وتوفي في 23 أكتوبر 1944 في فيلادلفيا في الولايات المتحدة.